# ソヴテール (タルヌ県)
ソヴテール （Sauveterre）は、フランス、オクシタニー地域圏、タルヌ県のコミューン。

## 歴史
村の原型は、12世紀にフランス各地に作られた農民を保護するための教会のソヴェテ（Sauveté、逃げ込んだ者を世俗の法ではなく教会の法で保護する安全地帯）であった。
正式な記録で最古のものとして、フランス王フィリップ3世治下の1281年、ルエルグ地方のセネシャルだったギヨーム・ド・マコンによってバスティッドとして創設されたことが分かっている。その後14世紀にかけて囲壁を巡らせた城塞都市となり、中世を通じてルエルグ地方の行政の中心地となった。百年戦争ではイングランド王国軍に占領された時期もあったが、戦後もフランス王に忠実な都市として発展を続け、ソヴテールは16世紀に最盛期を迎えた。
ソヴテールの衰退は、17世紀にペストが蔓延し人口が激減してしまったことから始まった。1694年にミディ運河が完成し、18世紀半ばにはソヴテールは完全に物流の経路から外れてしまう。地方三部会も1637年を最後に当地では開かれなくなり、政治の中心からも外れてしまった。革命期には郡庁が置かれたが、1973年にバラクヴィルに移転してしまい、現在はのどかな寒村となっている。

## 人口統計
| 1962年 | 1968年 | 1975年 | 1982年 | 1990年 | 1999年 | 2006年 | 2014年 |
| ------ | ------ | ------ | ------ | ------ | ------ | ------ | ------ |
| 163    | 166    | 153    | 148    | 152    | 154    | 169    | 178    |

参照元:1962年から1999年までは複数コミューンに住所登録をする者の重複分を除いたもの。それ以降は当該コミューンの人口統計によるもの。1999年までEHESS/Cassini、2006年以降INSEE。